# ジェシー・ウィリアムズ
ジェシー・ウィリアムズ（Jesse Williams,  1981年8月5日 - ）は、アメリカ合衆国の俳優である。

## 来歴
1981年、イリノイ州シカゴに生まれる。母親からはスウェーデンの血を引いており、父親からはアフリカ系とセミノールの血を引いている。ロードアイランド州のプロビデンスにある高校を卒業後、テンプル大学へ進学し、父親のルーツでもあるアフリカに関するアフリカ学と映画についてを学んだ。大学を卒業した後は、6年間フィラデルフィアにある高校で教師として働いた。
2005年にニューヨークへ渡り、演劇の勉強を開始。2006年にはテレビドラマシリーズ『ロー&オーダー』で俳優デビューを果たした。2009年からテレビドラマシリーズ『グレイズ・アナトミー 恋の解剖学』へ出演し、ジャクソン・エイヴリーを演じてその人気を不動のものにした。同作品では第7シーズンからレギュラーキャストとして出演している。映画でも、ホラー映画『キャビン』やフォレスト・ウィテカー主演の『大統領の執事の涙』などへ出演している。

## フィルモグラフィー

### 映画
| 年   | 邦題/原題                                                            | 役名                   | 備考 |
| ---- | -------------------------------------------------------------------- | ---------------------- | ---- |
| 2008 | 旅するジーンズと19歳の旅立ち The Sisterhood of the Traveling Pants 2 | レオ                   |      |
| 2009 | クロッシング Brooklyn's Finest                                       | エディ・クィンレイン   |      |
| 2012 | キャビン The Cabin in the Woods                                      | ホールデン・マククレア |      |
| 2013 | 大統領の執事の涙 The Butler                                          | ジェームズ・ローソン   |      |
| 2017 | バンド・エイド Band Aid                                              | スカイラー             |      |
| 2019 | ジェイコブス・ラダー Jacob's Ladder                                  | アイザック・シンガー   |      |

### テレビ
| 年     | 邦題/原題                                                  | 役名                   | 備考                                           |
| ------ | ---------------------------------------------------------- | ---------------------- | ---------------------------------------------- |
| 2006   | ロー&オーダー Law & Order                                  | クワン                 | 1エピソード                                    |
| 2006   | ビヨンド・ザ・ブレイク Beyond the Break                    | エリック・メディナ     | 8エピソード                                    |
| 2008   | GREEK〜ときめき★キャンパスライフ Greek                     | ドリュー・コリンズ     | 2エピソード                                    |
| 2009 - | グレイズ・アナトミー 恋の解剖学 Grey's Anatomy             | ジャクソン・エイヴリー | シーズン6: ゲスト シーズン7 - : メインキャスト |
| 2016   | エリック・アンドレ・ショー The Eric Andre Show             | 本人                   |                                                |
| 2020   | リトル・ファイアー〜彼女たちの秘密 Little Fires Everywhere | Joe Ryan               |                                                |

### ゲーム
| 年   | タイトル                                           | 役名     | 備考 |
| ---- | -------------------------------------------------- | -------- | ---- |
| 2018 | デトロイト ビカム ヒューマン Detroit: Become Human | マーカス |      |